# Polska powieść kryminalna w dwudziestoleciu międzywojennym
Powieść kryminalna tworzona w Polsce w latach 1919-39 – powstało około 200 utworów, w większości napisanych w latach 30. Pierwszą powieścią kryminalną z dwudziestolecia międzywojennego jest Czerwony Błazen Aleksandra Błażejowskiego (1925), wydana w tym samym roku Kariera Edwarda Merkla Marka Romańskiego nie zachowała się.

## Autorzy
Polska powieść kryminalna i sensacyjna była reprezentowana przez około dwudziestu autorów, piszącym pod własnymi nazwiskami, jak i pod pseudonimami. Do tzw. wielkiej trójki zaliczani byli: Adam Nasielski, Marek Romański i Antoni Marczyński. Każdy z nich napisał do 1939 ponad 30 powieści, przy czym najwięcej Adam Nasielski. Autorzy ci nie rywalizowali ze sobą, a utrzymywali przyjacielskie stosunki i wymieniali się pomysłami na powieści. Kilkanaście powieści sensacyjnych i kryminalnych napisał również Stanisław Antoni Wotowski. Do istotnych autorów, mających do 1939 co najmniej kilka wydanych powieści należała Stefania Osińska, pisząca pod pseudonimem Piotr Godek, Aleksander Błażejowski, Antoni Hram, Józef Jeremski, Otto Stemin oraz Zenon Różański. Mniej znani autorzy najczęściej pisali do czasopisma "Co tydzień powieść".
Wielu autorów ukrywało się pod pseudonimami. Spośród tych najważniejszych: Marek Romański, Piotr Godek, Antoni Hram, Otto Stemin. Pojawiało się także wielu enigmatycznych twórców, jak: Jan Grom, Elmar, Adam Ty-ski, których prawdziwych nazwisk do dziś nie udało się ustalić.
W czasach dwudziestolecia międzywojennego dość popularne było pisanie pamiętników przez funkcjonariuszy policji, wspominających prowadzone przez siebie sprawy, niekiedy z pewnymi ubarwieniami i ze zbeletryzowaną akcją. Najwięcej tego typu opowiadań stworzyli aspirant Daniel Bachrach i nadkomisarz Ludwik Marian Kurnatowski.

### Powojenne losy pisarzy
Wszyscy autorzy z tzw. wielkiej trójki przeżyli wojnę i wyemigrowali: Marek Romański do Argentyny, Adam Nasielski do Australii (1949), a Antoni Marczyński do Stanów Zjednoczonych. Po emigracji Marek Romański właściwie rozstał się z powieścią kryminalną, natomiast Adam Nasielski i Antoni Marczyński tworzyli do lat 70.
W trakcie wojny zmarli lub zginęli: Aleksander Błażejowski, Antoni Hram, Ludwik M. Kurnatowski, być może również Stanisław A. Wotowski. Nieliczni pisarze dostosowali się do warunków PRL i udało im się opublikować powieści kryminalne w latach 50. (Stefania Osińska, Tadeusz Starostecki).

## Wydawcy
Typowe dla polskiej powieści kryminalnej II Rzeczypospolitej było wydawanie dwukrotnie tej samej powieści pod różnymi tytułami, często w skróconej wersji. Najczęściej dotyczyło to powieści Adama Nasielskiego, ale także Marka Romańskiego i Piotra Godka. Powieści często ukazywały się później w skróconych wersjach w zeszytach "Co tydzień powieść" (np. Puama E z 1936 ukazała się w 1938 jako Tajemniczy X, a Grobowiec Ozyrysa z 1935 ukazał się w 1937 jako Tajemniczy Zet). Czasopismo "Co tydzień powieść" publikowało także powieści kryminalne mało znanych autorów, jak Adolf Doliński, Jan Grom, czy Feliks Kurzawa.
Najwięcej wydań książkowych powstało w oficynie wydawniczej Stanisława Cukrowskiego, który był mentorem Adama Nasielskiego i opublikował większość jego książek. Ponadto powieści kryminalne ukazywały się w wydawnictwie "Rój", "Bibliotece dzieł wyborowych", "Bibliotece Dziennika Poznańskiego", "Wydawnictwie Nowoczesnym" i innych.

## Cechy powieści

### Bohaterowie powieści
Polscy autorzy stworzyli szereg fikcyjnych postaci, który przewija się przez ich powieści. Wymyślony przez Adama Nasielskiego Inspektor Bernard Żbik pojawia się aż w ośmiu powieściach i kilku opowiadaniach z cyklu Wielkie Gry Bernarda Żbika. Ten sam autor stworzył polskiego asa kontrwywiadu Adama Rawskiego, rozpracowującego szpiegów niemieckich i radzieckich w Polsce, grupę Secret Five i inspektora Harry'ego Trenta, jak także przestępcę von Bendorfa. W powieściach Marka Romańskiego pojawiają się prywatni detektywi: doktor Piotr Vulpius oraz Jerzy Mac Grady. W powieściach Antoniego Marczyńskiego sprawy rozwiązuje detektyw Rafał Królik, natomiast w powieściach Piotra Godka - detektyw i policjant Andrzej Wren. W powieściach Stanisława Wotowskiego pojawia się inspektor Den.

### Miejsca akcji
Spośród około 200 znanych polskich powieści kryminalnych tego czasu połowa ma akcję rozgrywającą się w Warszawie lub w jej najbliższych okolicach (Wilanów, Konstancin-Jeziorna). Rzadko powieści dzieją się w innych miastach Polski: Zakopane (Puama E, Tajemnica komisarza policji), Kraków (Szajka Biedronki). Ewenementem są powieści Otto Stemina (Musiałem zabić, Otchłań ciągnie), których akcja rozgrywa się w Tatrach i w Czarnohorze, przy czym opisy miejsc są tu niezwykle dokładne.
Znaczna część powieści o charakterze bardziej sensacyjnym niż kryminalnym dzieje się w Stanach Zjednoczonych, Australii, Wielkiej Brytanii, Francji lub w Ameryce Południowej. Są to powieści pisane przez Adama Nasielskiego, Marka Romańskiego (szczególnie) oraz Antoniego Marczyńskiego. Dwaj pierwsi często nie precyzowali dokładnego miejsca akcji (Odwet). Wyjątkiem jest Gród Szatana Marka Romańskiego, którego akcja dzieje się w utopijnym mieście przyszłości.

### Inspiracje
W polskiej powieści kryminalnej dwudziestolecia międzywojennego najbardziej znaczący jest wpływ angielskiego pisarza Edgara Wallace'a, którego powieści były wówczas chętnie tłumaczone na język polski (przetłumaczono ich ponad 65 do 1939). Do Wallace odwoływał się Adam Nasielski we wstępach swoich powieści, był także nazywany "polskim Wallace'em", o czym sam wspominał. Wpływ szybkiej sensacyjno-kryminalnej akcji książek Wallace można zaobserwować w wielu powieściach Adama Nasielskiego, Antoniego Marczyńskiego i Marka Romańskiego, najczęściej tych, których akcja nie dzieje się w Polsce. Seria "Wielkie gry Bernarda Żbika" to typowe kryminały zamkniętego kręgu w stylu Agathy Christie i Gastona Leroux. Tytuł Tajemnica żółtego pokoju Gastona Leroux miał znaczny wpływ na pierwszą powieść kryminalną z lat 20., Czerwonego błazna Aleksandra Błażejowskiego. Na twórczość Marka Romańskiego silnie oddziała Maurice Leblanc i jego Arsène Lupin. Wymyślony przez polskiego autora Mister X to niemal kopia francuskiego złodzieja. Romański napisał również powieść W walce z Arseniuszem Lupinem, gdzie francuskiemu złodziejowi wyzwanie rzuca polski detektyw Konrad Wichura.

### Objętość powieści
Pod względem objętości powieści kryminalne z dwudziestolecia międzywojennego można podzielić na trzy grupy:
- powieści-opowiadania niewielkie objętości jednego lub dwóch numerów "Co tydzień powieść", często mające ok. 100 stron;
- powieści o objętości 200–300 stron tekstu (znakomita większość, wszystkie powieści Adama Nasielskiego)
- powieści dwutomowe, najczęściej autorstwa Marka Romańskiego. Najgrubsza jego powieść (Mister X) nie ukazała się nigdy w formie książkowej, a w formie gazetowej podzielona była na ponad 170 odcinków. Wiele powieści tego autora było dzielonych na tomy (np. Szajka Biedronki i Akcje ATN, Serca szpiegów i Salwa o świcie, Czarny trójkąt i Człowiek z Titanica).

## Los polskiej powieści kryminalnej dwudziestolecia międzywojennego po 1945
W latach 1945-49 ukazało się kilka wznowień powieści kryminalnych z czasów dwudziestolecia międzywojennego, m.in. Miss o szkarłatnym spojrzeniu Marka Romańskiego (1948). Wydawano również napisane w trakcie II wojny światowej lub tuż przed nią powieści Tadeusza Kosteckiego. Działało również w dalszym ciągu w latach 40. czasopismo "Co tydzień powieść". W 1951 książki większości autorów przedwojennych autorów powieści kryminalnych wycofano z bibliotek i objęto cenzurą. Do 1989 były nie wznawiane i w efekcie zapomniane. Dopiero na początku lat 90. wznowiono Mord na placu Trzech Krzyży oraz Małżeństwo Neili Forster Marka Romańskiego, a także Awanturę w Chicago Adama Nasielskiego. Od 2012 przedwojenne kryminały są wznawiane w seriach "Kryminały przedwojennej Warszawy" oraz "Stary polski kryminał" Wydawnictwa CM, jak także w serii "Polski kryminał retro" Klubu MOrd i w serii kryminalnej Wydawnictwa LTW.

## Wpływ na późniejsze polskie powieści kryminalno-sensacyjne
Ze względu na konkretne oczekiwania stawiane przez władzę autorom powieści milicyjnej w czasach PRL pewna ciągłość rozwoju powieści kryminalnej, wywodząca się jeszcze z czasów II Rzeczypospolitej i wcześniejszych została przerwana. Pozostali w Polsce autorzy – Stefania Osińska i Tadeusz Starostecki dostosowali tematykę i styl utworów do nowej rzeczywistości. Odniesienia w czasach PRL były nieoczywiste i wybiórcze. Stworzony przez Adama Nasielskiego inspektor Bernard Żbik posłużył zapewne jako wzór dla kapitana MO Jana Żbika, choć nie można wykluczyć przypadkowej zbieżności nazwisk. Powieść Zbigniewa Nienackiego Pan Samochodzik i niesamowity dwór jest wyraźnie inspirowana powieścią Stanisława A. Wotowskiego Upiorny dom z 1931 oraz Niebezpieczną kochanką z 1932.
Do przedwojennych kryminałów nawiązują coraz częściej współcześni autorzy powieści kryminalnych, m.in. Marcin Wroński.

## Autorzy pod względem liczby utworów
- Adam Nasielski (45 powieści i opowiadań)
- Marek Romański (29 powieści)
- Stanisław Antoni Wotowski (17 powieści)
- Antoni Marczyński (kilkanaście powieści kryminalno-sensacyjnych)
- Piotr Godek (9 powieści)
- Zenon Różański (8 powieści)
- Antoni Hram (kilka powieści)
- Aleksander Błażejowski (4 powieści)
- Otto Stemin (3 powieści)
- Józef Jeremski (2 powieści)
- Ryszard Braun (2 powieści)
- Mieczysław Jarosławski (jedna powieść dwuczęściowa)
- Rafał Scherman
- Konrad Rylski

### Autorzy opowiadań kryminalnych
- Ryszard Błoński
- Adolf Doliński
- ELMAR (być może pseudonim Marka Romańskiego)
- Jan Grom (zapewne pseudonim)
- Feliks Kurzawa (być może pseudonim)
- Tadeusz Starostecki

#### Policjanci, autorzy wspomnień
- Daniel Bachrach
- Ludwik Marian Kurnatowski
- Władysław Nowak